# Гунхильда Свейнсдоттир
Гунхильда Свейнсдоттир (швед. Gunnhildr Sveinsdóttir; ум. ок. 1060) — традиционно считается супругой короля Швеции Анунда Якоба и короля Дании Свена II. Тем не менее учитывая весьма расплывчатые данные о данном историческом лице, некоторые современные историки придерживаются мнения, что было две разных одноимённых королевы. Иногда её называют Гудой или Гирид, однако это происходит из-за путаницы с её дочерью Гидой, которая также известна под именем матери — Гунхильда.

## Биография

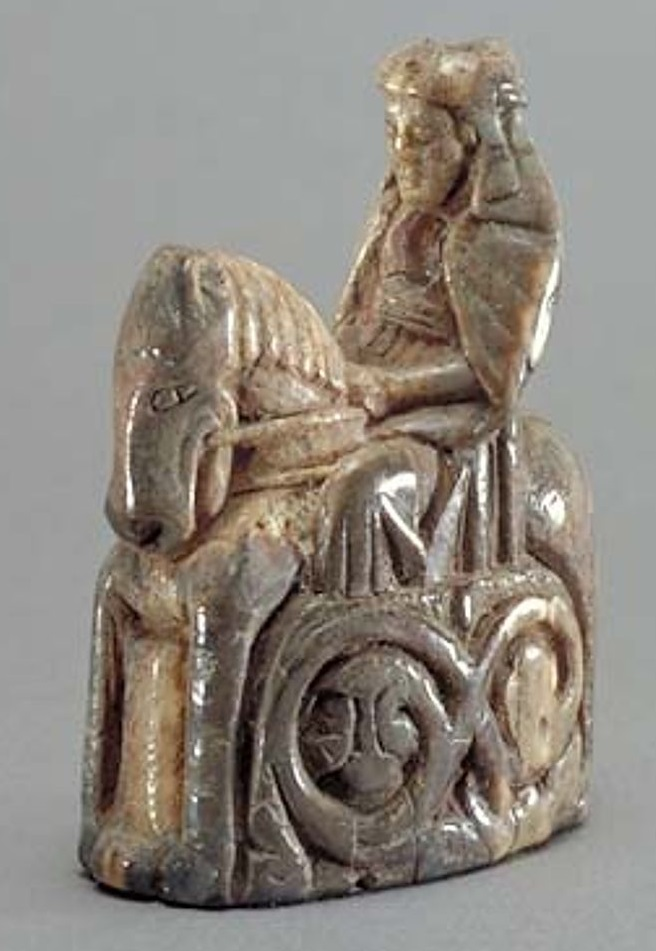
Изображение королевы в виде шахматной фигуры, XI век.

Согласно «Кругу Земному» (ок. 1230) Снорри Стурлусона и «Саге о потомках Кнута» (1250-е годы), она была дочерью норвежского ярла Свейна Хаконссона и Гольмфриды, дочери (или сестры) короля Олофа Шётконунга и сестры (или племянницы) короля Эмунда Старого. Сестра Гунхильды Сигрид была замужем за влиятельным бондом Аслаком Эрлингсоном.

### Королева Швеции
Свейн Хаконссон как феодал правил частью норвежской территории в качестве сюзерена Олафа Шётконунга. В 1015 году он был разбит претендентом Олавом Харальдссоном (Олавом Святым) и был вынужден со своей семьей бежать в Швецию. Из хроники Адама Бременского (практически его современника) известно, что Гунхильда в неизвестную дату вышла замуж за сына Олафа Шётконунга и его наследника, короля Анунда Якоба (1022 — ок. 1050). Информация найдена в схолии, в которой говорится: «Гунхильда, вдова Анунда, не тот же человек, что и Гида, которую убила Тора». Схолия относится к отрывку из основного текста Адама, который описывает Гунхильду как проживающую в Швеции в ок. 1056, после того, как её брак со королём Дании Свеном II закончился. Таким образом, в древней письменности было принято отождествлять шведскую и датскую королев-тёзок Гунхильд друг с другом. Это было опровергнуто историком XX века Стуре Болином, который, внимательно изучив текст Адама заключил, что это два разных человека, причём датская королева была дочерью Свейна Хаконссона. Два более поздних исследователя, Торе Ниберг и Карл Халленкройц, предположили, что Гунхильда, возможно, была женой и   Анунда Якоба и Свена II.
В источниках той эпохи не упоминаются дети Гунхильды и Анунда Якоба. Однако более поздний датский летописец Саксон Грамматик и исландские летописи говорят, что у «шведского короля», по всей видимости Анунда Якоба, была дочь по имени Гида, иногда также называемая Гудой или Гунхильдой. Возможно Гида была дочерью Анунда от другой женщины, а Гунхильда была её мачехой. Тем не менее, Саксон и исландские летописи являются поздними источниками, и информация о происхождении Гиды может в конечном итоге привести к неверному истолкованию текста Адама Бременского. По словам Адама Гида была замужем за королём Дании Свеном II, который провёл некоторое время при шведском дворе во время своего политического изгнания из Дании примерно в 1047 году. Однако она умерла всего через пару лет, в 1048 или 1049 году; предположительно её отравила наложница Свена, Тора.

### Королева Дании
Король Анунд Якоб умер примерно в 1050 году. Если две Гунхильды были действительно одним и тем же человеком, вдовствующая королева отправилась в Данию и вышла замуж за вдовца своей дочери (или падчерицы), своего бывшего зятя короля Дании Свена Эстридсена. Согласно Annales Lundensis брак был заключён в 1052 году. Адам Бременский пишет: «Когда дела у него пошли хорошо, он вскоре позабыл царя небесного и привёз свою родственницу из Швеции, сделав своей женой. Архиепископ [Гамбург-Бремена] был крайне этим недоволен». У супругов был сын по имени Свейн, но брак длился недолго; церковь посчитала брак незаконным, потому что они были связаны слишком тесным кровным родством — они либо были кузенами, либо Свен был женат на её дочери — и им угрожали отлучением от церкви, если они не разведутся. Сначала Свен был в ярости и угрожал разорить архиепископство Гамбурга, но архиепископ настаивал на своём требовании. Наконец, когда папа Лев IX отправил письмо с прошением, Свену пришлось уступить и развестись с королевой. После этого Гунхильда была вынуждена вернуться в Швецию в 1051 или 1052 году. Брак Гунхильды и её дочери со Свеном были перепутаны друг с другом в более поздней историографии.

### Дальнейшая жизнь
После своего вынужденного развода Гунхильда вернулась в свои поместья в Швеции, возможно, в Вестергётланде. Адам Бременский называет её Sanctissima и описывает её гостеприимство по отношению к миссионерскому епископу Адальварду, которого король Эмунд Старый прогнал из тинга. Адам пишет, что Адальварда по гористой местности (возможно из долины Меларен в Вестергётланд) в резиденцию королевы сопровождали родственник короля Стенкиль. Она уделила всё своё время «гостеприимному к нему отношению и другой благочестивой работе».
Из источников того времени о Гунхильде больше ничего не известно. Согласно ненадежной летописи XVI века Иоанна Магнуса она провела отпущенные ей дни в благочестивом покаянии за свои грехи и занимаясь церковной деятельностью. Хроника сообщает, что она основала мастерскую по изготовлению текстиля и одежды для церковников. Её самой известной работой было одеяние хористов, которое она сделала для собора Роскилле. По словам Иоанна Магнуса она основала монастырь Гудхем в середине XI века. В действительности же этот монастырь был основан ровно через сто лет, в 1152 году. Легенда о монастыре могла возникнуть из-за того, что она и её женщины жили изолированной религиозной жизнью, делая церковные одежды в своих поместьях, одним из которых мог быть Гудхем. Традиционно считается, что она умерла в Гудхеме, где «явила великое множество добродетелей»; она была похоронена под могильным камнем, на котором было вырезано её изображение.
Годы её рождения и смерти неизвестны, но она пережила своего первого мужа (умер около 1050 года) и жила во время правления короля Швеции Эмунда Старого (правил примерно в 1050—1060 годах). Таким образом, она умерла около 1060 года или позже.